# 1602
Évszázadok: 16. század – 17. század – 18. század
Évtizedek: 1550-es évek – 1560-as évek – 1570-es évek – 1580-as évek – 1590-es évek – 1600-as évek – 1610-es évek – 1620-as évek – 1630-as évek – 1640-es évek – 1650-es évek
Évek: 1597 – 1598 – 1599 – 1600 –  1601 – 1602 – 1603 – 1604 – 1605 – 1606 – 1607

## Események

### Határozott dátumú események
- július 29. – IV. Henrik francia király kivégezteti az ellene összeesküvést szervező Charles de Gontaut-Biron(wd) marsallt.[1]
- augusztus 29. – A törökök háromheti ostrom után visszafoglalják a császáriak kezén lévő Székesfehérvár városát.[2]

### Határozatlan dátumú események
- az év folyamán – Megalakul a Holland Kelet-indiai Társaság.[3]

## Születések
- május 2. – Athanasius Kircher német származású tudós, polihisztor († 1680)
- november 20. – Otto von Guericke német természettudós († 1686)